# Romeo and Juliet (film 1915)
Romeo and Juliet è un cortometraggio muto del 1915 diretto da W.P. Kellino.

## Produzione
Il film fu prodotto dalla Cricks.

## Distribuzione
Distribuito dalla Davison Film Sales Agency (DFSA), il film - un cortometraggio in una bobina - uscì nelle sale cinematografiche britanniche nel luglio 1915.